# 5-й парашютный батальон (Великобритания)
5-й (шотландский) парашютный батальон (англ. 5th (Scottish) Parachute Battalion) — воздушно-десантный батальон британского Парашютного полка, существовавший с 1942 по 1948 годы и участвовавший во Второй мировой войне. Был образован после преобразования 7-го батальона личного Её Величества полка камеронских горцев при поддержке ряда добровольцев из других шотландских полков. Числился в составе 2-й парашютной бригады и 1-й воздушно-десантной дивизии. Участвовал в боях в Италии, на юге Франции и Греции. В конце войны переведён в 6-ю воздушно-десантную дивизию в Палестине, а в 1948 году был расформирован. В июне того же года оставшиеся два парашютных батальона были перенумерованы, а правопреемником 5-го шотландского парашютного батальона стал 2-й парашютный батальон, куда был переведён весь личный состав 5-го.

## История формирования

### Предпосылки

Британские парашютисты в Норвиче в форме для прыжков

Премьер-министр Великобритании Уинстон Черчилль был впечатлён действиями немецких парашютистов во время Французской кампании и приказал военному министерству заняться созданием в Британской армии корпуса парашютистов численностью 5 тысяч человек. Требования к солдатам для службы в рядах этого корпуса были достаточно жёсткими, и из первых 3500 человек только 500 прошли отбор и получили дальнейшее право обучаться.
22 июня 1940 2-е подразделение британских коммандос было преобразовано в парашютное и с 21 ноября стало известно как 11-й батальон Особой воздушной службы (позднее оно стало 1-м парашютным батальоном), получив в своё распоряжение крыло планеров и десантное оборудование. Именно эти солдаты провели первую британскую воздушно-десантную операцию под кодовым названием «Колосс» 10 февраля 1941, успех которой стал отправной точкой для дальнейшего расширения воздушно-десантных сил. Так в апреле 1942 года в Дербишире был создан учебный центр для парашютистов и образован Парашютный полк, а к августу 1942 года началось преобразование пехотных батальонов в воздушно-десантные. Тех добровольцев, которые не были способны пройти все тесты для зачисления в личный состав парашютных подразделений, заменяли добровольцы из других подразделений.

### Образование батальона
В 1942 году 7-й батальон Личных Её Величества камеронских горцев входил в состав 46-й хайлендской пехотной бригады, 15-й пехотной дивизии. 24 марта 1942 он официально был преобразован в 5-й (шотландский) парашютный батальон. Всех солдат, которые не походили для службы в рядах парашютистов по медицинским и иным показателям, заменили добровольцами из других шотландских полков полков. Это было второе подразделение, вошедшее в состав 2-й парашютной бригады, входившей, в свою очередь, в состав 1-й воздушно-десантной дивизии.
Численность батальона на момент образования составляла 556 человек, которые служили в трёх ротах. В состав каждой роты входили небольшой штаб и три взвода. В каждом взводе было тяжёлое оружие: три пулемёта BREN и три 2-дюймовых миномёта (по одному на отделение). Из тяжёлого оружия в батальоне были только 3-дюймовые миномёты и станковые пулемёты Vickers на вооружении каждого взвода. К 1944 году в составе батальона появилась рота поддержки, куда входили пять взводов — взвод моторного транспорта, взвод связистов, взвод миномётчиков, взвод пулемётчиков и взвод противотанкового оружия. В их распоряжении было восемь 3-дюймовых миномётов, четыре станковых пулемёта Vickers и десять противотанковых гранатомётов PIAT.

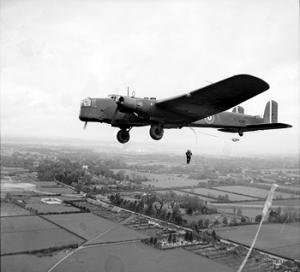
Десантирование парашютистов с самолёта Armstrong Whitworth Whitley над Виндзором, Беркшир

Все солдаты батальона должны были пройти 12-дневный курс прыжков с парашютом, который проводился в 1-й парашютной школе британских ВВС на аэродроме Рингуэй. Первоначальное обучение включало в себя прыжки с парашютом с управляемого заградительного аэростата, после которых шли пять прыжков с самолёта. Аэростаты использовались для того, чтобы ускорять процесс обучения: упражнения по прыжкам с аэростатов выполняли более 5 тысяч человек>. В случае, если парашютист оказывался не в состоянии выполнить хотя бы один прыжок, он возвращался в расположение своего предыдущего подразделения, а остальные получали право носить бордовый берет и кокарду парашютиста в форме крыльев на этом берете. Головным убором парашютистов был изначально берет-балморал, а значок парашютиста крепился на тартан красного и зелёного цветов, соответствовавших клану Стюартов.
Воздушно-десантные войска должны были бороться против превосходящего по численности противника, вооружённого тяжёлым стрелковым оружием, артиллерией и даже танками. Поэтому обучение парашютистов должно было в первую очередь укрепить их боевой дух, приучить их к дисциплине, возможности рассчитывать только на свои силы и повысить их агрессивность. Огромное значение уделялось физической подготовке, навыкам точной стрельбы и ориентированию на местности. Значительную часть времени во время учений тратили на марш-броски и штурмы позиций условного противника: захват и удерживание автодорожных, железнодорожных мостов и береговых укреплений. По окончании этих упражнений батальон должен был самостоятельно вернуться в свои казармы и подтвердить тем самым свою выносливость: воздушно-десантный взвод должен был уметь преодолевать 80 км за сутки, а батальон — 51 км. Это умение было подтверждено в апреле 1945 года, когда 3-я парашютная бригада преодолела 24 км за сутки, проведя суммарно 18 часов в ближнем бою, а 5-я парашютная бригада прошла 80 км за трое суток, также проведя суммарно две ночи в постоянных стычках с противником.

## Боевой путь

### Италия
5-й шотландский батальон вступил в бой в 1943 году, отправившись на Средиземноморский театр военных действий. К тому моменту в Северной Африке закончились боевые действия, и британцы планировали сбросить парашютистов над Сицилией, чтобы начать свою высадку. Но из-за недостатка транспорта и чрезмерно низкой скорости продвижения войск в итоге парашютисты 5-го батальона так и не десантировались над Сицилией. 9 июля 1943 батальон принял участие в другой операции — «Слэпстик» — для высадки в итальянском порту Таранто. Он высадился последним, но довольно быстро добрался до небольшого города в 19 км к востоку от Таранто.
В ноябре 1-я воздушно-десантная дивизия отправилась в Англию, а 2-я парашютная бригада стала отдельным формированием. 5-й батальон, прикомандированный ко 2-й новозеландской дивизии, был вовлечён в битву под Монте-Кассино, сражение на реке Сангро и бои за Салору. Батальон участвовал в торжественном параде в освобождённом Риме и удостоился со всей 2-й парашютной бригадой встречи с Папой римским. После встречи он отправился в район Неаполя для подготовки к высадке на юге Франции.

### Франция
15 августа 1944 в 4:40 5-й батальон 2-й парашютной бригады высадился на южном побережье Франции. Из-за ужасной погоды добрая часть транспортных самолётов сбилась с курса и высадилась совсем не там, где планировалось это сделать. Только одна рота 5-го батальона высадилась в намеченной точке, остальные же очутились в районе коммуны Файанс. Не в состоянии отыскать намеченные цели, рота последовала в Ле-Митан (фр. Le Mitan) для обороны штаб-квартиры бригады, направив патрули в северную и южную стороны от своей зоны высадки. Три группы батальона высадились к северу: в одной из них были командир, половина личного состава штаба и большая часть роты C; во второй группе были рота D и ряд американских десантников; в третьей были два офицера и 20 человек. Первая группа разделилась ещё на три малых группы и решила ждать прибытия штаб-квартиры бригады, дождавшись его в 22:30.
Вторая группа направилась с северо-востока Файанса к зоне высадки и добралась до деревни Туретт (фр. Tourette), когда услышала звуки стрельбы. Решив, что в деревне засели немцы, группа отправила разведывательный патруль для поиска немецких позиций. В итоге немцев никто не нашёл, но следы присутствия войск всё-таки были найдены: от местных партизан британцы узнали о раненых парашютистах, которых удалось отыскать и отправить в госпиталь партизан. В 13:30 французы приняли обязанности по обороне деревни, а вторая группа направилась в Ле-Муи. Сразу после отхода группа обнаружила колонну из 15 единиц бронетехники и подготовилась к засаде, но конвой был атакован ещё до подхода к месту засады 25 парашютистами Великобритании и США. Ко второй группе присоединились 60 американцев, и обе атаковали немецкую колонну. В ходе атаки были убиты 8 немецких солдат, ранены 4 и уничтожено несколько автомобилей. Чуть позже к десантниками прибыло подкрепление из 3-го батальона 517-го парашютного полка США.
Третья группа высадилась в 3,2 километрах к северо-востоку от Файанса и не встретилась с немцами, но при приземлении ряд десантников травмировался. В 11:00 ещё один взвод из 5-го батальона присоединился к группе, и она двинулась на запад, где остановилась на ночлег. Служащие батальона в зоне высадки обнаружили сильно укреплённую позицию на дороге, ведущей на север. На следующий день две группы продолжили двигаться с юга от Файанса. 2-я группа из роты D численностью 115 человек прибыла на позицию батальона беспрепятственно. Третья группа атаковала конвой из 15 единиц транспорта и бронетехники, однако к месту сражения стали приближаться большие немецкие силы, и небольшая батальонная группа обязана была отступить. В ходе небольшого сражения были подбиты 8 единиц бронетехники, два автомобиля и ещё один грузовик был захвачен. Семь немецких солдат были убиты, столько же попали в плен.
На следующий день небольшие отделения из батальона отправились готовить засаду и атаковали отступавших немцев. Роты B и C установили связь с немцами при Катр-Шмин. На рассвете следующего дня рота B захватила в плен 10 немецких офицеров и 87 солдат, после чего 5-й батальон передвинулся на позиции бригады в Ле-Муи, и бригада была отправлена в резерв. 25 августа были освобождены Канны, 26 августа бригада отплыла в Неаполь и прибыла туда через два дня.

### Греция
В октябре 1944 года батальон был задействован в операции «Манна», в ходе которой британцы заняли Афины, брошенные спешно отступавшими с Балкан немцами. Батальон десантировался на аэродроме Мегара в 64 км от Афин, а после отхода немцев в ноябре 1944 года британцы совершили высадку под Салониками. В декабре началось вооружённое противостояние между коммунистическим движением ЭЛАС и пробританским правительством Греции. 2-я парашютная бригада вступила в уличные бои в Афинах против сторонников ЭЛАС: в ходе боёв британцы потеряли более 100 человек убитыми. 1 февраля 1945 2-я отдельная парашютная бригада вернулась в Италию, где оставалась до конца войны.

### Палестина
В конце войны батальон вернулся в Англию, а его бригада была включена в 6-ю воздушно-десантную дивизию стратегического резерва. 5-му батальону пришлось нести службу в Британском мандате Палестины, и он был обязан подавлять выступления еврейских националистов. 25 апреля 1946 восемь солдат батальона, охранявшие автостоянку в Тель-Авиве, были застрелены боевиками организации «Лехи».
В феврале 1948 года 2-я парашютная бригада была выведена из состава 6-й воздушно-десантной дивизии и отправилась в Германию, где стала частью группы Британской армии на Рейне. Вскоре была расформирована 6-я воздушная дивизия, а затем в июне 1948 года 5-й парашютный батальон был переименован во 2-й парашютный батальон.